# Patyków
Patyków – kolonia w Polsce, w województwie łódzkim, w powiecie pajęczańskim, w gminie Sulmierzyce.
Do 2023 miejscowość była częścią wsi Bieliki.
W latach 1975–1998 Patyków administracyjnie należał do województwa piotrkowskiego.